# Памятник Петру Барбашову (Владикавказ)
Памятник Петру Барбашову — памятник Герою Советского Союза младшему сержанту, командиру отделения 34-го мотострелкового полка НКВД П. П. Барбашову. Находится на территории Пригородного района на 6-м километре трассы Владикавказ-Алагир, возле селения Гизель.

## Из истории
Петр Барбашов в период боев за Владикавказ повторил подвиг Александра Матросова. 9 ноября 1942 года Пётр Барбашов вместе с группой автоматчиков обнаружил возле селения Гизель (ныне Пригородный район Северной Осетии) огневую точку. Закрыв своим телом амбразуру дзота, он дал возможность подразделению выполнить свою боевую задачу.

## История
Установлен в 1983 году.
Герой Советского Союза П.П. Барбашов в период боев за Владикавказ совершил подвиг до Александра Матросова. Похоронен на месте боя в братской могиле. Памятник расположен рядом с могилой. Авторы памятника — скульптор, заслуженный художник Северо-Осетинской АССР Борис Александрович Тотиев, главный инженер завода «Электроцинк», кандидат технических наук Николай Владимирович Ходов и архитектор Руслан Рамазанович Козырев, воплощая замысел проекта памятника, стремились выразить порыв воина в момент наивысшего проявления высоты человеческого духа, его отваги, когда Петр принял решение собой закрыть амбразуру вражеского дзота.
Рядом с постаментом установлена стела с описанием подвига, железобетонном основании укреплена доска с надписью:
Здесь, 9 ноября 1942 год, в бою при разгроме немецко-фашистских войск под городом Орджоникидзе /Владикавказ/, командир отделения, комсорг роты автоматчиков 34 мотострелкового полка Орджоникидзевской дивизии НКВД, младший сержант Петр Парфенович Барбашов закрыл своим телом амбразуру вражеского дзота.
Приказом Президиума Верховного Совета СССР от 13 декабря 1942 года П.П. Барбашову присвоено звание Героя Советского Союза (посмертно).

От трудящихся завода "Электроцинк", личного состава, ветеранов ОВВККУ им. С. М. Кирова МВД СССР и Орджоникидзевской дивизии НКВД. 9 мая 1983 года..